# Garcia Ordonhes
Garcia Ordonhes (em castelhano: García Ordóñez; m. 29 de maio de 1108 na batalha de Uclés), também chamado "Garcia de Granhon" (de Grañon) e apelidado "Crespo" e "Boquitorto" (Boquituerto), foi um nobre castelhano, conde de Nájera, filho do conde Ordonho Ordonhes e de Enderquina. Sendo seu pai filho do infante Ordonho Ramirez e da infanta Cristina Bermudes,   Garcia era, por conseguinte, primo em segundo grau do rei Afonso VI de Leão.

## Biografia
Aparece pela primeira vez na documentação, junto com o seu pai, roborando um cartulário do Mosteiro de São Pedro de Arlanza datado de 10 de maio de 1062. Mais tarde confirma um documento em 1068 no Mosteiro de San Millán de Suso como Sennor Garsea Ordoniz,  e continuará depois a figurar, nos diplomas, como um membro proeminente da cúria régia do rei Sancho II de Castela.  Foi um dos principais magnatas na corte real do rei Afonso VI de Leão, confirmando em 3 de dezembro de 1072 o primeiro diploma do monarca, que o nomearia tutor do seu único filho, Sancho Alfónsez, quando este nasceu, entre 1092 e 1095. Em 1074 era armígero real (armiger regis) de Afonso VI.
Estando em 1072 presente no cerco de Samora em que D. Sancho II de Castela seria assassinado pelo samoriano Vellido Dolfos, combate um repto, travado (duelo, "lidado") contra um dos defensores.
Seria já conde em 1077 — neste ano é mencionado um Garsias comes de Nazara na documentação do Mosteiro de San Juan de Burgos -  e foi-o de certeza absoluta de 1081 até à sua morte. Neste período, apenas dois magnatas de Castela eram condes. Governou a tenência de Pancorbo  em 1070, a de Calahorra em 1085, a de Grañón em 1089, e a de Madriz (Berceo, La Rioja) em 1092.
Em 1079, Afonso VI enviou-o a recolher as parias do rei zírida da Taifa de Granada, Abedalá ibne Bologuine, e Garcia ajudou este na luta contra Almutâmide, da Sevilha, o qual contava por sua vez com o apoio d'Cid Rodrigo Diaz, que também fora então enviado pelo rei Afonso VI a fim de recolher as parias deste rei. Nesta luta, em que os exércitos cristãos lutaram entre si, ganhou o Cid, o que pode ter dado origem à animosidade que se seguiu entre os dois nobres. De qualquer modo, em 1092, o Cid saqueará as terras riojanas do conde Garcia Ordonhes.
No que concerne à sua acção política no território sob o seu governo, transferiu o peso político e militar de Nájera para Logronho, desenvolvendo esta antiga localidade situada junto à ponte sobre o rio Ebro (à entrada do Caminho de Santiago nas terras de La Rioja). Após a devastação causada pelas invasões e saques do Cid, o conde Garcia e a sua esposa repovoaram a cidade de Logronho. O rei Afonso concedeu o foral de vila, ou Carta, a Logronho em 1095.
O Conde Garcia participou em várias campanhas contra os Almorávidas em 1104 e 1105 e participou na batalha de Uclés, desastrosa para as tropas leonesas e castelhanas, na qual morreram outros seis condes e muitos cavalheiros, incluindo o próprio conde Garcia ao tentar salvar a vida do infante Sancho Afónsez, o filho do rei Afonso VI.
 

Num dado momento do combate mataram o cavalo do infante e, tal como se narra o feito nas crónicas da época:
| “ | ..ao arrastar (o cavalo) consigo o filho do rei, apeou-se o conde e resguardou como pôde o jovem entre si e o seu escudo (...) valente como era, não só protegeu o jovem com o escudo como ainda repeliu os ataques que choviam de todos os lados, mas, ao ser-lhe cerceado um pé de um golpe, não pôde aguentar-se mais e caiu sobre o jovem, para morrer antes dele. | ” |

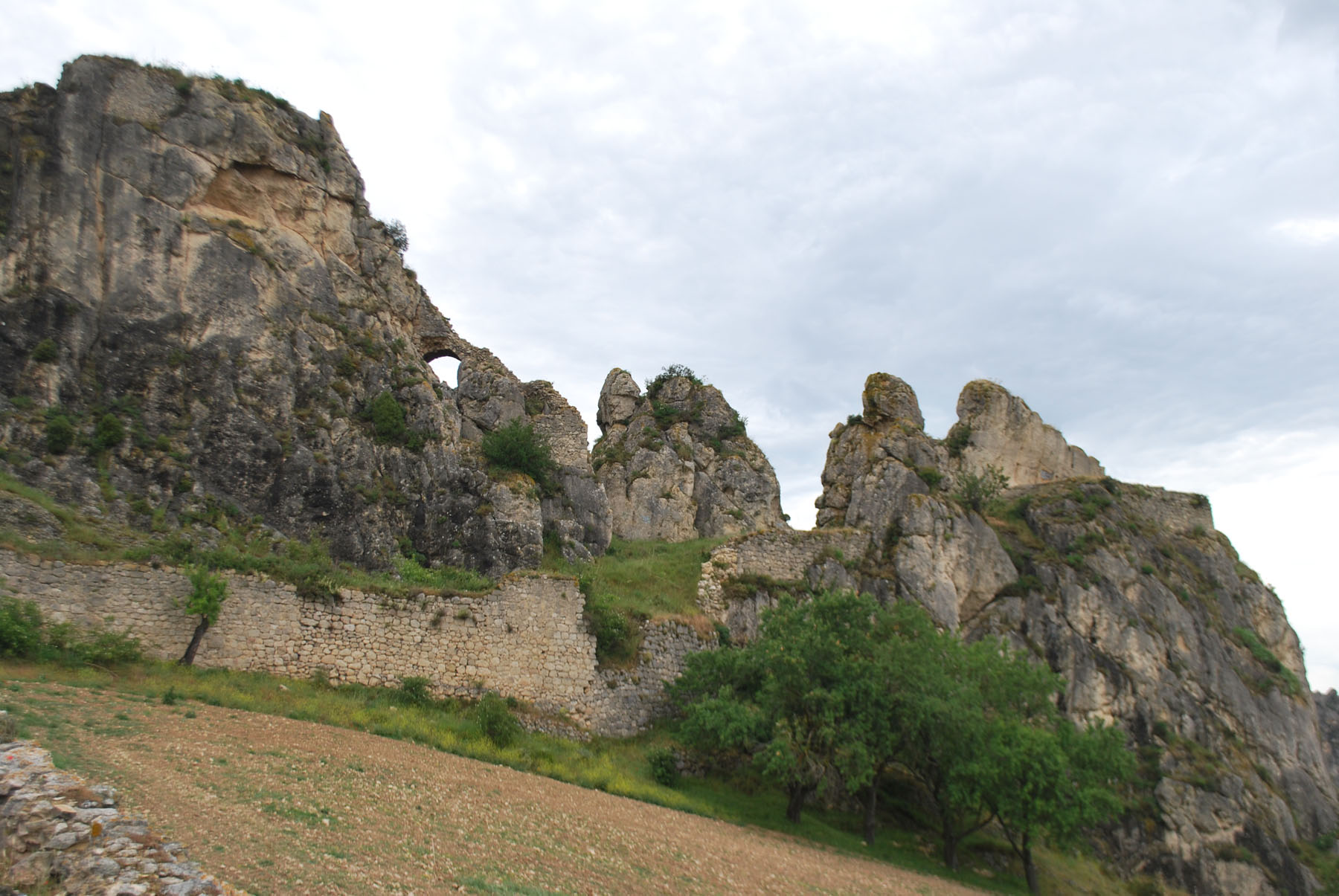
Ruínas de um castelo em Pancorbo, uma das tenências do conde Garcia Ordonhes

De acordo com crónicas muçulmanas e cristãs, isto aconteceu enquanto outros nobres e cavaleiros fugiam, sendo este um quadro muito diferente do que é dado pelas fontes literárias — a biografia latina Historia Roderici (1188-1190) e o hino panegírico do Campeador, Carmen Campidoctoris (ca. 1190) dão uma imagem de Garcia Ordonhes caracterizada pela sua inimizade com o Cid, pela sua cobardia em enfrentar o Campeador e pelo seu orgulho.
O que não pode ser posto em dúvida é que Garcia Ordonhes foi um vassalo diligente de Afonso VI, que conseguiu repovoar as referidas terras de La Rioja, as quais foram incorporadas em Castela, e que morreu com dignidade a proteger até ao seu último instante o herdeiro da coroa de Leão e Castela.

## Matrimónio e descendência
O seu primeiro casamento foi com Urraca Garcês, filha legítima do rei Garcia Sanches III de Pamplona e de Estefânia de Foix. Este casamento é registado na documentação já em 1081, quando aparecem juntos: Comite Garsia Ordoniz cf. Uxor eius comitissa domna Urraka. Deste primeiro casamento nasceram:
- Mayor Garcia, que se casou com o conde Gomes Pais (Gómez Peláez).

- Elvira Garcia, esposa de Sancho Sanchez, conde de Erro e Tafalla.[14] Filha deste casamento foi a condessa Maria Sanchez, esposa do senhor de Biscaia, o conde Diego Lopes I de Haro.

Segundo vários historiadores e genealogistas, em particular Jaime de Salazar y Acha, o conde Garcia Ordonhes e a sua esposa, a infanta Urraca Garcês, tiveram outro filho, Fernando Garcia de Hita, senhor de Uceda, Guadalajara, e Medinaceli, e tronco da Casa de Castro.
Contraiu um segundo casamento cerca de 1105 com a condessa Ava ou Eva, a qual autores antigos consideraram filha de Pedro Froilaz de Trava. No entanto, Ava não aparece na documentação medieval como filha do conde Pedro, e atualmente considera-se que provavelmente foi filha de Aimerico, visconde de Rochechouart, cuja mãe era chamada Ava, ou quiçá de Hugo II de Ampurias e de Sancha de Urgell.  Depois de enviuvar, Ava casou-se com o conde Pedro Gonçalves de Lara.
O conde Garcia e Ava foram pais de:
- Garcia Garcia de Aza, nascido em 1106, como aparece no documento do Mosteiro de San Millán de la Cogolla que relata que, naquele ano, no dia de São Miguel (29 de setembro), baptizavit comes garsia suum filium in Sancti Emiliani ecclesiam, porquanto o conde doou ao mosteiro uma propriedade em ação de graças.[17] Casado con Sancha Peres, filha do conde Pedro Froilaz de Trava e a condessa Mor "Gontrodo" Rodrigues, com descendência. Teve vários meio-irmãos, filhos do segundo casamento de sua mãe com o conde Pedro Gonçalves de Lara. Faleceu em meados de 1160.

Se a hipótese de Jaime Salazar Acha sobre a filiação de Fernando Garcia de Hita está correta, o conde Garcia teve um filho ilegítimo também chamado Fernando Garcia, "o Menor", que surge na documentação com o cognome de "Pellica", o qual parece significar "bastardo", de "pellicatus", ou seja, do adultério.[a]